# Хайнрих II фон Розенберг
Хайнрих II фон Розенберг (на немски: Heinrich II, Herr von Rosenberg; на чешки: Jindřich II. z Rožmberka); * ок. 1320 вер. в замък Крумлов/Крумау в Чески Крумлов/Крумау; † 26 август 1346 при Креси в Северна Франция) е благородник от бохемския род Розенберг, господар на Розенберг. Родът Розенберг произлиза от род Витигони и през 15 век е най-влиятелен в Бохемия.
Той е най-големият син на пан Петер I фон Розенберг († 1347) и втората му съпруга Катерина фон Вартемберка († 1355), вдовицата на крал Вацлав III, дъщеря на Йохан фон Щрац-Вартенберг († 1316) и Катарина. Внук е на Йиндржих I из Рожмберка/Хайнрих I фон Розенберг († 1310) и Елизабет фон Добруска († 1307).
Брат е на Петер фон Розенберг († 1384), провост в Прага, Йобст (Йодокус) I фон Розенберг († 1369),
Улрих (Волдрих) I фон Розенберг, господар на Грацен, Вилдщайн († 1390), Йохан I фон Розенберг-Крумау, Хазлах, Хелфенберг († 1389), Мецела фон Розенберг († 1380), омъжена 1353 г. за ландграф Йохан фон Лойхтенберг, граф на Халс († 1407), Катарина фон Розенберг, омъжена за фрайхер Георг фон Щернберг, Елизабет фон Розенберг († сл. 1324) и Анна фон Розенберг († 1375), омъжена за Хайнрих фон Лайпа († 1364).
Хайнрих II фон Розенберг е убит на 26 август 1346 г. в битката при Креси заедно с бохемския крал Ян Люксембургски. Той умира една година преди баща си.
Погребан е в бенедиктинския манастир „Алтмюнстер“ в град Люксембург.

## Фамилия
Хайнрих II фон Розенберг се жени за Барбара фон Абенсберг, дъщеря на Улрих III фон Абенсберг († 1367) и първата му съпруга Елизабет фон Гунделфинген († 1342), дъщеря на рицар Свигер X фон Гунделфинген († 1384) и първата му съпруга Салмей († 1346/1356). Бракът е бездетен.